# IT-кластер
IT-кла́стер — об'єднання (кластер) юридичних чи фізичних осіб на основі спільності інтересів у сфері інформаційних технологій (IT).
Стандартна стратегічна мета будь-якого IT-кластеру — забезпечення плідної, конструктивної та прозорої співпраці бізнесу в сфері інформаційних технологій, влади та освітніх закладів.
Територіальна приналежність айті-кластеру визначає регіон повноважень даного об'єднання. В залежності від регіону та специфіки ринку IT в даному регіоні зміщуються акценти в напрямках діяльності того чи іншого кластеру.
Як правило (рекомендаційно), айті-кластер є недержавною, неприбутковою, непідприємницькою, неполітичною організацією.

## IT-кластери в Україні
В Україні діяльність даних об'єднань регулюється Конституцією України, Цивільним кодексом України, Податковим кодексом України, Законом України «Про громадські об'єднання», Законом України «Про державну реєстрацію юридичних осіб, фізичних осіб-підприємців та громадських формувань», іншим чинним законодавством України та Статутом. Правовою основою діяльності об'єднання є також регламентні документи та рішення загального характеру, що приймаються об'єднаннями у межах їх статутних повноважень.
Першопрохідцями таких об'єднань є Дніпропетровський, Одеський, Львівський, Луцький і Харківський ІТ-кластери.
Станом на січень 2018-го року активну діяльність в сфері популяризації ІТ в Україні продемонстрували вже 16 ІТ-кластерів
Загалом ІТ-кластери організовані в Києві, Вінниці, Одесі, Львові, Луцьку, Тернополі, Коломиї, Чернівцях, Івано-Франківську, Миколаєві, Запоріжжі, Черкасах, Дніпрі, Харкові, Конотопі та Чернігові. Станом на початок 2018 року:
- Харківський IT Кластер працює з 2015 року, об'єднує більш за 70 IT-компаній та 43 партнера, ініціював и підтримав понад 50 проєктів[2].
- Львівський ІТ-кластер працює вже 6 років, об'єднує більше 70-ти компаній[2].
- Луцький ІТ-кластер працює 3 роки, об'єднує близько десятка компаній[2].
- Черкаський ІТ-кластер працює 3 роки, об'єднує більше десятка компаній[2][3].
- Одеський ІТ-кластер працює 3 роки, об'єднує близько двадцяти компаній[2].
- Київський ІТ-кластер працює 3 роки, об'єднує 24 компанії[2].
- Івано-франківський ІТ-кластер працює 3 роки, об'єднує близько десятка компаній[2].
- Дніпровський ІТ-кластер працює близько року, об'єднує більше десятка компаній[2].
- ІТ Асоціація Вінниці[4] працює з 2018 року, об'єднує два десятка компаній[2].
- Миколаївський ІТ-кластер працює близько року, об'єднує до десятка компаній[2].
- Тернопільський ІТ-кластер працює близько року, об'єднує більше десятка компаній[2].
- Конотопський ІТ-кластер працює близько року, об'єднує до десятка компаній[2].
- Чернівецький ІТ-кластер працює з 12 травня 2015 р., об'єднує 15 ІТ-компаній та стартапів[5].
- Херсонський ІТ-кластер працює з 2018 р, об'єднує 13 ІТ-компаній та приватних ІТ-шкіл[6].
- Рівненський ІТ-кластер працює з 2018 р, об'єднує 20 ІТ-компаній, навчальних закладів регіону та приватних ІТ-шкіл[7].
- IT-кластер Донеччини працює з кінця 2020 року, об'єднує до десятка компаній, партнерів та навчальних закладів[8][неавторитетне джерело].

## Рекомендована література
- Кушніренко О. М. Промисловість України перед викликами Індустрії 4.0: оцінка обмежень і завдання політики. — ДУ «Інститут економіки та прогнозування НАН України», 2020. — Т. 5.
- Іваницька Х. ПРАВОВЕ РЕГУЛЮВАННЯ СТВОРЕННЯ ТА ДІЯЛЬНОСТІ ІННОВАЦІЙНИХ КЛАСТЕРІВ В УКРАЇНІ //Теорія і практика інтелектуальної власності. — 2020. — №. 1.
- Жмурко Н. В. АНАЛІЗ РИНКУ ІНФОРМАЦІЙНИХ ТЕХНОЛОГІЙ УКРАЇНИ //Підприємництво та інновації. — 2020. — №. 11-2. — С. 91-97.
- Коломієць О. Г. Особливості розвитку ІТ-кластерів в Україні //Соціально-економічні проблеми сучасного періоду України. — 2016. — №. 5. — С. 68-73.